# Ludwig Englert
Ludwig Englert (* 22. April 1903 in München; † 28. Juni 1981 ebenda) war ein deutscher Arzt, Medizinhistoriker und Klassischer Philologe. 

## Leben
Ludwig Englert, Sohn von Ferdinand von Englert, studierte nach dem Abitur 1921 am Wilhelmsgymnasium München Klassische Philologie in München, wo er 1928 zum Dr. phil. promovoviert wurde, und ab 1928 Medizin in Leipzig. In Leipzig promovierte er 1933 zum Dr. med. 1942 folgte seine Habilitation für „Pädagogik der Leibesübungen“. Von 1948 bis 1958 war er als Studienrat an einem Münchener Realgymnasium tätig und zugleich bis 1968 außerplanmäßiger Professor für Pädagogik und Pädagogik der Leibesübungen bzw. für Pädagogik unter besonderer Berücksichtigung der Leibesübungen an der Universität München und ab 1958 Professor für Pädagogik an der Pädagogischen Hochschule Augsburg der Universität München. 1968 wurde er emeritiert. Zudem war er auch als Facharzt für Innere Medizin tätig.

## Veröffentlichungen
Englert werden 25 bibliografische Dokumente zugeschrieben, von den einige in seinem Nachlass enthalten sind. Ein Teil seines Nachlasses befindet sich im Münchner Literaturarchiv Monacensia.
Von Englert ist auch Briefwechsel mit Eduard Spranger und Käthe Hädlich überliefert, ein weiterer mit Luitpold Haberl.
- Untersuchungen zu Galens Schrift Thrasybulos. Dissertation phil. Universität München 1928
- Die medizinhistorische Bedeutung des Fragmentum Donaueschingense. In: Sudhoffs Archiv für Geschichte der Medizin. Band 24. Heft 2. Leipzig 1931, S. 220–244